# Joan Trochut Blanchard

Joan Trochut Blanchard (Barcelona, 31 de juliol de 1920 - 5 de desembre de 1980) fou un tipògraf i impressor català. És una figura clau dins de les arts gràfiques espanyoles del segle xx, creador del "Super tipo Veloz".

## Biografia
L'Etienne Trochut Bachmann (pare d'en Joan) fou un impressor que treballava per a l'exèrcit a França. El 1914, durant la Primera Guerra Mundial, aprofitant un permís, va anar-se'n a Espanya amb la seva dona, Marie Blanchard. Varen arribar a Renteria, on va treballar en una impremta, i durant uns anys van poder aprendre la llengua i arreplegar els estalvis suficients per obrir un negoci propi. Algú els va recomanar Catalunya, i per això Etienne Trochut va establir una impremta a Caldes de Montbui. Allà va coincidir amb el reconegut pintor Francesc Domingo.
Varen passar els anys i l'empresa, per expandir-se, va traslladar-se a Barcelona. L'any 1920 va néixer en Joan Trochut Blanchard.
El 1929 es va traslladar de nou la impremta, al Passeig de Sant Joan, i va ser allà on va preparar el primer àlbum ADAM (Archivo Documentario de Arte Moderno). Es tracta d'un àlbum molt ben treballat per donar a conèixer les possibilitats de la impremta i aprofundeix sobre com utilitzar els tipus per crear ornamentacions. Neix en Pierre, germà d'en Joan.
Poc abans de començar la Guerra Civil Espanyola, amb Guinart i Pujolar, creen la impremta més prestigiosa de Barcelona, SADAG (Sociedad Alianza de Artes Gráficas), instal·lada al carrer Rosselló, 298, de Barcelona. Fruit d'aquesta associació, neix el segon àlbum anomenat NOVADAM, previ al que serà el projecte del “Super Tipo Veloz”.
En Joan beu de les fonts del seu pare i ajudat per Francesc Domingo, que l'introdueix al món de la pintura i el dibuix.
Durant la Guerra Civil Espanyola, la família es refugia a Vallvidrera. Durant aquest període, en Joan prepara la seva tipografia "Juventud", que no s'editarà fins al 1948.
El 1940, després de la guerra, tornen a fer funcionar la impremta i serà el 1942 quan presenten el segon NOVADAM, el qual incorpora el "Tipo Super Veloz"; es tracta d'una tipografia integral i combinable.
El 1948 en Joan es casa amb Carmen Roldán, filla d'un proveïdor de la impremta, que era alhora propietari de l'empresa “Clisés Roldán”.
Amb l'edició del tercer àlbum NOVADAM, l'any 1948, es presenta la tipografia "Juventud" i es mostren diferents alfabets creats a partir del sistema tipogràfic de la Super Tipo Veloz. Aquest volum representa l'eclosió i èxit de Joan Trochut, que a partir d'aquest moment rep el reconeixement nacional i internacional per la seva trajectòria i dedicació (premis, articles, conferències...).
Durant els anys cinquanta, la impremta és molt pròspera. El NOVADAM IV va sortir a la llum l'any 1952, i va ser el darrer. A partir dels anys seixanta, amb el canvi a l'òfset, la situació comença a canviar. La inversió realitzada, una estructura sobredimensionada i el poc capital disponible, fan que la Família Trochut s'arruïni. Malgrat els esforços d'en Joan i en Pierre, no poden salvar la fàbrica, fundada pel pare.
L'any 1980, Joan Trochut mor a Barcelona, víctima d'un càncer.

## Tipografies creades

### Juventud
Va ser creada durant la Guerra Civil Espanyola, però no veié la llum fins al 1948. Es va fondre també a França amb el nom de Muriel.

### Bisonte
La podem veure gràcies a la digitalització que en va fer l'Andreu Balius: www.typerepublic.com/trochut.html Arxivat 2011-08-11 a Wayback Machine..

### Super tipo Veloz
Va ser produïda per la foneria tipogràfica Iranzo. Es tracta d'una col·lecció de tipus combinables dissenyats “per satisfer les necessitats de la tipografia publicitària i decorativa”, segons que podem llegir al mateix catàleg de presentació. Podem veure-la i treballar-hi gràcies a la digitalització que en varen fer l'Andreu Balius i l'Alex Trochut (net d'en Joan): www.superveloz.net.